# Schoenus laevigatus
Schoenus laevigatus är en halvgräsart som beskrevs av William Vincent Fitzgerald. Schoenus laevigatus ingår i släktet axagssläktet, och familjen halvgräs. Inga underarter finns listade i Catalogue of Life.